# Suina
Los suinos (Suina) o suiformes son un suborden de mamíferos artiodáctilos que incluye a los cerdos y los pecaríes.

## Clasificación

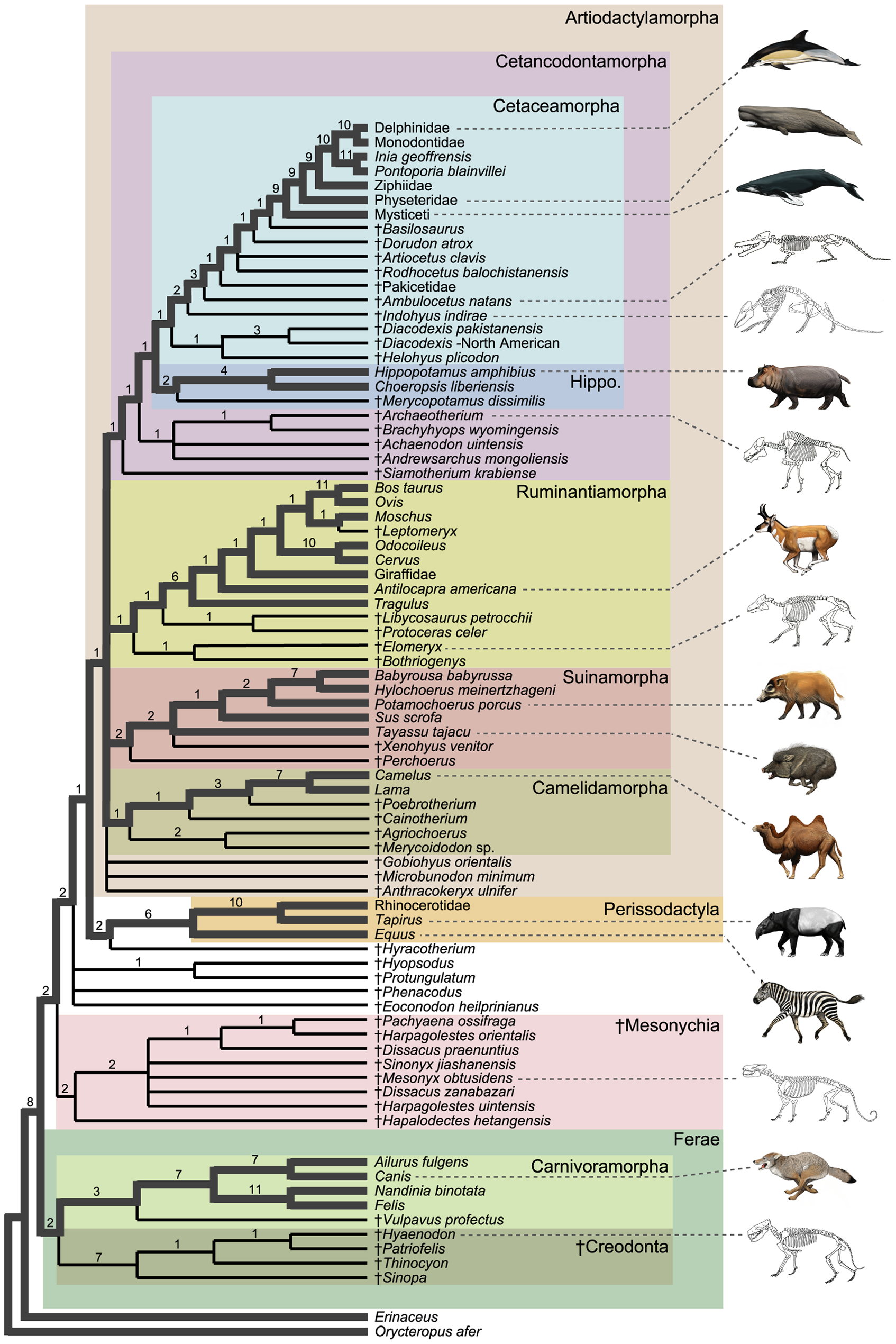
Cladograma mostrando la posición de Suinamorpha

El suborden Suina incluye a Suidae (los cerdos) y los Tayassuidae (los pecaríes). Algunos estudios morfológicos también identificaron a los hipopótamos (Hippopotamidae) entre los Suina.
Los oreodontes (Merycoidodontidae), una rama de los tilópodos, fueron frecuentemente considerados como suinos debido a su descripción popular, aunque incorrecta, de "cerdos rumiantes". Los oreodontes no son suinos, de hecho eran parientes cercanos de los camellos. De manera similar los entelodontos fueron clasificados durante mucho tiempo como miembros de Suina. Spaulding et al. sin embargo determinaron que estaban más emparentados con las ballenas, que con los cerdos en su clado Cetancodontamorpha.
Los hipopótamos, como ya se había mencionado, también fueron considerados como parte de Suina, pero un creciente cuerpo de evidencia morfológica y genética ha sugerido que comparten un ancestro común no con Suina, sino con el infraorden Cetacea — el cual incluye a las ballenas y los delfines. Los cetáceos y los hipopótamos forman un suborden Whippomorpha.
|              | Ruminantia                                                 |
|              |                                                            |
| Whippomorpha | \| \| Hippopotamidae \| \| \| \| \| \| Cetacea \| \| \| \| |
|              | \| \| Hippopotamidae \| \| \| \| \| \| Cetacea \| \| \| \| |
|              | Hippopotamidae                                             |
|              |                                                            |
|              | Cetacea                                                    |
|              |                                                            |

|  | Hippopotamidae |
|  |                |
|  | Cetacea        |
|  |                |

|              | Ruminantia                                                 |
|              |                                                            |
| Whippomorpha | \| \| Hippopotamidae \| \| \| \| \| \| Cetacea \| \| \| \| |
|              | \| \| Hippopotamidae \| \| \| \| \| \| Cetacea \| \| \| \| |
|              | Hippopotamidae                                             |
|              |                                                            |
|              | Cetacea                                                    |
|              |                                                            |

|  | Hippopotamidae |
|  |                |
|  | Cetacea        |
|  |                |

|              | Ruminantia                                                 |
|              |                                                            |
| Whippomorpha | \| \| Hippopotamidae \| \| \| \| \| \| Cetacea \| \| \| \| |
|              | \| \| Hippopotamidae \| \| \| \| \| \| Cetacea \| \| \| \| |
|              | Hippopotamidae                                             |
|              |                                                            |
|              | Cetacea                                                    |
|              |                                                            |

|  | Hippopotamidae |
|  |                |
|  | Cetacea        |
|  |                |

|              | Ruminantia                                                 |
|              |                                                            |
| Whippomorpha | \| \| Hippopotamidae \| \| \| \| \| \| Cetacea \| \| \| \| |
|              | \| \| Hippopotamidae \| \| \| \| \| \| Cetacea \| \| \| \| |
|              | Hippopotamidae                                             |
|              |                                                            |
|              | Cetacea                                                    |
|              |                                                            |

|  | Hippopotamidae |
|  |                |
|  | Cetacea        |
|  |                |

Las más recientes investigaciones sobre los orígenes de los hipopótamos sugieren que estos y las ballenas compartieron un ancestro semiacuático que se separó de otros artiodáctilos hace cerca de 60 millones de años. Los descendientes de este ancestro hipotético probablemente divergió en ambas ramas hace cerca de 54 millones de años. Una rama habría evolucionado en los cetáceos, posiblemente iniciando con la protoballena Pakicetus hace unos 52 millones de años así como otras ballenas primitivas, conocidas como Archaeoceti, las cuales derivarían finalmente en los cetáceos acuáticos de la actualidad.

## Anatomía

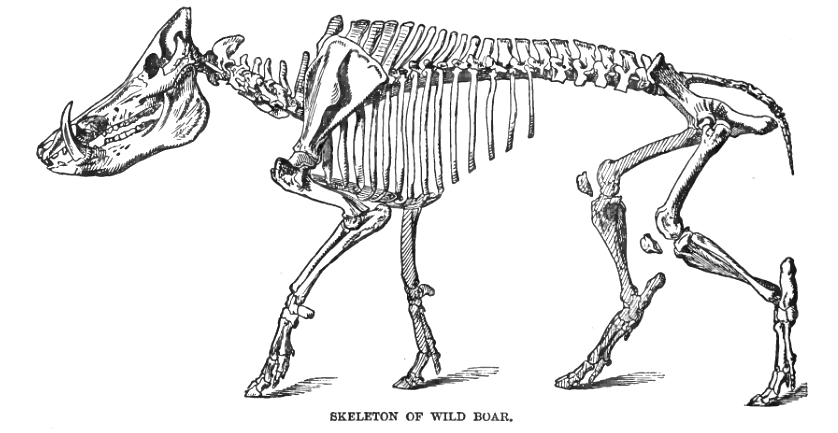
Esqueleto de un jabalí.

La anatomía de los Suina es diferente de la de otros artiodáctilos. Por ejemplo, poseen dientes en su maxilar superior, lo cual les permite masticar adecuadamente su comida. Por el contrario, otros artiodáctilos como las cabras y ciervos, poseen dientes frontales solo en su mandíbula. Esto no les permite masticar adecuadamente, por lo tanto tragan y regurgitan su comida para permitir la rumia.
Muchos artiodáctilos poseen un estómago de cuatro cámaras. Por su parte, los Suina tienen un estómago simple que les permite una dieta omnívora.
Como otros artiodáctilos, los Suina poseen pezuñas en sus dedos. Aunque muchos artiodáctilos poseen patas delgadas, los miembros de este grupo poseen patas cortas y robustas.